# Sun Goes Down (песня Робина Шульца)
«Sun Goes Down» — песня немецкого диджея и продюсера Робина Шульца. В ней присутствует вокал британской певицы Жасмин Томпсон. Песня была выпущена 24 октября 2014 года в Германии в цифровом формате. Песня достигла второго места в немецком чарте синглов.
Она послужила официальной песней Золотого кубка КОНКАКАФ 2015 года.
Композиция песни состоит из фортепиано и саксофона в сопровождении битов Шульца и вокала Томпсон. В начале песни, вокал и дроп, звучит громкий звук, похожий на трубный звуковой эффект.

## Музыкальное видео
Музыкальное видео было снято в сентябре 2014 года режиссёром Лией и показывает различных главных героев в разных местах по всей Европе.
Видео, снятое в четырёх местах по всей Европе, включает актрису и модель Миллу Пуолаканахо в Турку, Финляндия, группу друзей вокруг кинематографиста Кароля Лакомека и певицы Касии Зелиньской на крыше в Варшаве, Польша, художника терракотового дерева Дино Даддего в старом городе Сасси-ди-Матера, Италия, а также Робина Шульца и Жасмин Томпсон в Лондоне, Англия. Собрание Жасмин Томпсон и её друзей было снято в парке Бёрджесс в Саутуарке, диджей-сет с Робином Шульцом был снят во время его обычного концерта в клубе EGG LDN.
Аэрофотоснимки были сняты Маркусом Гельхардом из Zebraworkz в Турку и Матере.
Общая продолжительность видео составляет две минуты и пятьдесят четыре секунды. Видео было выпущено 1 октября 2014 года на канале Робина Шульца на YouTube и набрало более 750 миллионов просмотров по состоянию на сентябрь 2022 года.

## Форматы и списки композиций
| №  | Название                                     | Длительность |
| -- | -------------------------------------------- | ------------ |
| 1. | «Sun Goes Down» (featuring Jasmine Thompson) | 2:57         |

| №  | Название                                                         | Длительность |
| -- | ---------------------------------------------------------------- | ------------ |
| 1. | «Sun Goes Down» (featuring Jasmine Thompson) (Tocadisco Remix)   | 5:54         |
| 2. | «Sun Goes Down» (featuring Jasmine Thompson) (TEEMID Remix)      | 3:41         |
| 3. | «Sun Goes Down» (featuring Jasmine Thompson) (Pingpong Remix)    | 6:13         |
| 4. | «Sun Goes Down» (featuring Jasmine Thompson) (Kris Menace Remix) | 4:00         |
| 5. | «Sun Goes Down» (featuring Jasmine Thompson) (ManiezzL Remix)    | 4:50         |

## Чарты
| Чарт (2014–15)                             | Высшая позиция |
| ------------------------------------------ | -------------- |
| Австралия (ARIA)                           | 7              |
| Австрия (Ö3 Austria Top 40)                | 3              |
| Бельгия/Фландрия (Ultratop 50)             | 6              |
| Бельгия/Валлония (Ultratop 50)             | 8              |
| Colombia (Monitor Latino)                  | 5              |
| Чехия (Rádio Top 100)                      | 2              |
| Финляндия (Suomen virallinen lista)        | 18             |
| Франция (SNEP)                             | 15             |
| Германия (GfK)                             | 2              |
| Венгрия (Dance Top 40)                     | 6              |
| Ирландия (IRMA)                            | 11             |
| Польша (ZPAV AirPlay Top 100)              | 2              |
| Польша (ZPAV Dance Top 50)                 | 5              |
| Slovenia (SloTop50)                        | 3              |
| Испания (PROMUSICAE)                       | 27             |
| Швеция (Sverigetopplistan)                 | 57             |
| Швейцария (Schweizer Hitparade)            | 3              |
| Великобритания (UK Singles Chart)          | 94             |
| США (Billboard Hot Dance/Electronic Songs) | 21             |

| Чарт (2014)                               | Позиция |
| ----------------------------------------- | ------- |
| Austria (Ö3 Austria Top 40)               | 61      |
| Germany (Official German Charts)          | 29      |
| Hungary (Dance Top 40)                    | 86      |
| Switzerland (Schweizer Hitparade)         | 53      |
| Чарт (2015)                               | Позиция |
| Australia (ARIA)                          | 70      |
| Belgium (Ultratop Wallonia)               | 81      |
| CIS (Tophit)                              | 9       |
| France (SNEP)                             | 106     |
| Germany (Official German Charts)          | 58      |
| Hungary (Dance Top 40)                    | 14      |
| Poland (ZPAV)                             | 49      |
| Russia Airplay (Tophit)                   | 8       |
| Slovenia (SloTop50)                       | 12      |
| Spain (PROMUSICAE)                        | 88      |
| Switzerland (Schweizer Hitparade)         | 47      |
| Ukraine Airplay (Tophit)                  | 55      |
| US Hot Dance/Electronic Songs (Billboard) | 80      |

## Сертификации
| Регион | Сертификация | Продажи |
| --- | ------------ | ------- |
| Австралия (ARIA) | Платиновый   | 70 000  |
| Австрия (IFPI Austria) | Золотой      | 15 000* |
| Канада (Music Canada) | Золотой      | 40 000  |
| Германия (BVMI) | 3× Золотой   | 600 000 |
| Италия (FIMI) | Золотой      | 25 000  |
| Мексика (AMPROFON) | Золотой      | 30 000* |
| Норвегия (IFPI Norway) | Платиновый   | 40 000  |
| Испания (PROMUSICAE) | Золотой      | 20 000  |
| Швейцария (IFPI Switzerland) | Платиновый   | 30 000  |
| Великобритания (BPI) | Серебряный   | 200 000 |
| * Данные о продажах приведены только на основе сертификации. · Данные о продажах + прослушиваниях приведены только на основе сертификации. |              |         |

## Release history
| Регион         | Дата            | Формат              | Лейбл                         | Примечания |
| -------------- | --------------- | ------------------- | ----------------------------- | ---------- |
| Германия       | 24 октября 2014 | цифровое скачивание | Tonspiel (Warner Music Group) | [ 50 ]     |
| Великобритания | 7 июня 2015     | цифровое скачивание | Tonspiel (Warner Music Group) |            |